# Pokojówka na Manhattanie (film)
Pokojówka na Manhattanie (ang. Maid in Manhattan) – amerykańska komedia romantyczna z 2002 roku w reżyserii Wayne’a Wanga, oparta na opowiadaniu Johna Hughesa.

## Fabuła
Marisa, pokojówka w luksusowym hotelu na Manhattanie w Nowym Jorku, przez przypadek wzięta za kogoś innego, spędza romantyczny wieczór z bogatym biznesmenem Christopherem Marshallem, ubiegającym się właśnie o mandat senatora. On nie wie o tym, że dziewczyna jest pokojówką, uważając ją za kobietę z wyższych sfer. Oboje zakochują się w sobie. Gdy wszystko wychodzi na jaw, sytuacja zamienia się w dramatyczną.

## Obsada
- Jennifer Lopez – Marisa Ventura
- Ralph Fiennes – Chris Marshall
- Natasha Richardson – Caroline Lane
- Stanley Tucci – Jerry Siegel
- Tyler Posey – Ty Ventura
- Frances Conroy – Paula Burns
- Chris Eigeman – John Bextrum
- Amy Sedaris – Rachel Hoffberg
- Marissa Matrone – Stephanie Kehoe
- Priscilla Lopez – Veronica Ventura
- Bob Hoskins – Lionel Bloch, główny kelner
- Lisa Roberts Gillan – Cora
- Maddie Corman – Leezette
- Sharon Wilkins – Clarice, pokojówka
- Jayne Houdyshell – Carmen
- Marilyn Torres – Barb, pokojówka
- Lou Ferguson – Keef Townsend, inspektor zabezpieczeń
- Di Quon – Lily Kim, szwaczka hotelowa
- Jeff Hephner – Harold, kelner obsługi pokojowej
- Beth Dodye Bass – Telefonistka
- Catherine Anne Hayes – Telefonistka
- Eric Michael Gillett – Reporter
- Dave Rosenberg – Reporter
- Joel Garland – Reporter
- Amy Redford – Reporter
- Margaret Harth – Pokojówka Roosevelt
- Tom O’Rourke – Maddox
- Saundra McClain – pokojówka
- Kae Shimizu – pokojówka

## Muzyka
1. I'm Coming Out – Amerie
2. Train on a Track – Kelly Rowland
3. Yes We Can – Pointer Sisters
4. Lovergirl – Teena Marie
5. Miracles – RES
6. Fall Again – Glenn Lewis
7. Come Away With Me – Norah Jones
8. If You’re Not the One – Daniel Bedingfield
9. Kathy's Song – Eva Cassidy
10. Me and Julio Down by the Schoolyard – Paul Simon
11. The Guitar Man – Bread
12. I'm Coming Out – Diana Ross